# Liste der Finanzämter in Bremen
Diese Liste nennt die Finanzämter in der Freien Hansestadt Bremen.

## Allgemeines
Im Land Bremen, bestehend aus den beiden Großstädten Bremen und Bremerhaven, gibt es gegenwärtig drei Finanzämter. Sie sind den Senator für Finanzen Bremen unterstellt. Die ehemaligen Finanzämter Bremen-Ost und Bremen-West wurden zusammengelegt, die Aufgaben des Finanzamtes Bremen-Nord wurden im Zuge einer Verwaltungsreform neu definiert, es gibt inzwischen nur noch eine Zentrale Informations- und Annahmestelle (ZIA) in Bremen-Vegesack.

## Liste
| Bild | Name Bundesfinanzamtsnummer            | Adresse                                                | Zuständigkeit Zentrale Aufgabe(n) | Gebäude | Behördengeschichte |
| ---- | -------------------------------------- | ------------------------------------------------------ | --- | ------- | ------------------ |
|      | Bremen 2460                            | Haus des Reichs Rudolf-Hilferding-Platz 1 28195 Bremen | Örtliche Zuständigkeit: Besteuerung der unbeschränkt steuerpflichtigen natürlichen Personen und Personenvereinigungen hinsichtlich der Einkommen-, Gewerbe- und Umsatzsteuer für die Stadtgemeinde Bremen, ohne das stadtbremische Überseehafengebiet Zentrale Zuständigkeit: Besteuerung der juristischen Personen (auch Vereine) des Landes Bremen (inkl. Bremerhaven), sowie für die Fonds, Verlustzuweisungs- und Schifffahrtsgesellschaften, der beschränkt steuerpflichtigen natürlichen Personen und der natürlichen Personen mit Einkünften aus Land- und Forstwirtschaft für den Bereich der Stadt Bremen (ohne Bremerhaven) Besteuerung der in Norwegen, Finnland und Lettland ansässigen Unternehmer aufgrund bundesweit verordneter Übertragung der örtlichen Zuständigkeit hinsichtlich der Umsatzsteuer, der Steuern vom Einkommen und Vermögen, wenn der Unternehmer Bauleistungen der Lohnsteuer bei der Arbeitnehmerüberlassung im Baugewerbe und für die gesonderte Feststellung der Werte des Betriebsvermögens für das ganze Land Bremen Erhebung von Gemeindesteuern (ohne Grundsteuern), Hundesteuer, Vergnügungssteuer, Zweitwohnungsteuer, Spielbankabgabe, Rennwett- und Lotteriesteuer. | 0       | 0                  |
| 0    | Bremerhaven 2475                       | Rickmersstraße 90 27568 Bremerhaven                    | Örtliche Zuständigkeit: Besteuerung der unbeschränkt steuerpflichtigen natürlichen Personen und Personenvereinigungen hinsichtlich der Einkommen-, Gewerbe- und Umsatzsteuer für die Stadt Bremerhaven sowie das Überseehafengebiet der Stadtgemeinde Bremen Zentrale Zuständigkeit: Verwaltung der Erbschaft- und Schenkungsteuer, der Grunderwerbsteuer, Durchführung der Einheitsbewertung und Bedarfsbewertung des Grundvermögens und die Festsetzung der Grundbesitzabgaben (Grundsteuer und Deichbeitrag) | 0       | 0                  |
| 0    | Finanzamt für Außenprüfung Bremen 2478 | Haus des Reichs Rudolf-Hilferding-Platz 1 28195 Bremen | Das Finanzamt für Außenprüfung ist zuständig für alle Betriebs- und Lohnsteueraußenprüfungen im Lande Bremen, unabhängig von Rechtsform und Betriebsgröße | 0       | 0                  |

## Belege
1. ↑  https://www.service.bremen.de/de/dienststelle/bremen128.c.129860.de